# Рубанів (село)
Ру́банів — село в Чернігівській області України, входить до складу Талалаївської селищної громади. За адміністративним поділом до липня 2020 року село входило до Талалаївського району, а після укрупнення районів входить до Прилуцького району. До 2020 року було підпорядковане Поповичківській сільській раді. Населення — 24 особи, площа — 0,708 км².

## Історія
Відсутній в переліку населених пунктів Липовської волості Роменського повіту Полтавської губернії станом на 1912 рік.
З 1923 року - в складі Велико-Бубнівського району Роменської округи.
Присутній на мапі Роменської округи 1925 року -х.Рубанів.
У 1941 році - х.Рубанівський, 48 дворів.